# Ночь Сов
«Night of the Owls» (рус. Ночь Сов) — сюжетная арка комиксов издательства DC, первый кроссовер, начавшийся после перезапуска в рамках вселенной New 52. Основная серия создана сценаристом Скоттом Снайдером и художником Грегом Капулло.
История описывает борьбу супергероя Бэтмена против Совиного Суда, тайной организации, планирующей захватить Готэм. Как рассказывает Кайл Хиггинс, сценарист комикса Nightwing, история продолжает комикс «Врата Готэма» и дает большее представление о Готэме прошлых веков: от событий, происходящих в самих «Вратах Готэма», до наших дней. Кроссовер стал первой из трех сюжетных арок, планируемых Скоттом Снайдером в рамках основной серии о Бэтмене. По словам Снайдера, действие всего сюжета происходит за одну ночь.

## Сюжет

### Предыстория
Предыстория сюжета раскрывается в журнале «All-Star Western». В 1880-х годах, еще во времена Дикого Запада, Алан Уэйн (предок Брюса Уэйна) строит Старую Башню Уэйна; из-за своих суеверий он удаляет из своих зданий тринадцатый этаж, замуровывая все входы к нему. 
В это же время Амадей Аркхэм, родоначальник криминальной психологии, пытается заручиться помощью Джоны Хекса, охотника за головами, чтобы тот помог отыскать серийного убийцу. В ходе своего расследования они впервые натыкаются на Когтя – наемника, посланного Судом Сов.
В наши дни Брюс Уэйн пытается реализовать проект по модернизации Готэма. Во время встречи с Линкольном Марчем, кандидатом на пост мэра в грядущих выборах, на Брюса нападает наемный убийца, одетый в костюм Когтя. Бэтмен не верит в существование Суда Сов, тайно контролирующего город, считая его лишь древней городской легендой. Однако в ходе собственного расследования нападения Бэтмен находит логова Суда Сов на спрятанных тринадцатых этажах старых зданий, построенных его предком.

### Суд Сов
Бэтмен сбегает из логова Суда Сов. Тогда Совы воскрешают всех своих Когтей и начинается Ночь Сов. Дворецкий Альфред посылает сигнал бедствия всем членам Бэт-семьи и дает им цели, которых необходимо защищать от Когтей.
В журнале «Batman» Когти обрушиваются на Замок Уэйнов, проникают в Бэт-пещеру, но Бэтмену удается заморозить их. В журнале «Detective Comics» Бэтмен едет в психиатрическую лечебницу Аркхем, чтобы защитить нового главу лечебницы – Иеримию Аркхэма. В журнале «Batgirl» Барбара должна защитить от Когтя своего отца, комиссара Гордона; в журнале «Batman and Robin» Робин должен защитить высокопоставленного военного генерала.
В заключение кроссовера, в выпуске Batman Annual # 1, рассказывается, как Мистер Фриз изобрел сыворотку, которую использовал Суд Сов.

## Выпуски
Было объявлено, что события кроссовера будут развиваться в следующих журналах. Первоначально журнал "Detective Comics" не должен был затрагивать данный сюжет, но позже было решено также включить его в кроссовер.

### Основа сюжета
- Batman, vol. 2, #1-7
- Nightwing, vol. 3, #1-7

### Кроссовер "Ночь Сов"
- All-Star Western, vol. 3, #9
- Batman, vol. 2, #8-9
- Batman Annual #1
- Batman: The Dark Knight, vol. 2, #9
- Batwing #9
- Batman and Robin, vol. 2, #9
- Birds of Prey, vol. 3, #9
- Batgirl, vol. 4, #9
- Catwoman, vol. 4, #9
- Detective Comics, vol. 2, #9
- Nightwing, vol. 3, #8-9
- Red Hood and the Outlaws #9
- Justice League vol. 2 #8

## Отзывы
IGN оценил кроссовер «Ночь Сов». Так, выпуск журнала Batman # 8, с которого начинается данная сюжетная арка, был оценен в 9 баллов из 10. Следующий номер — Batman # 9 — был оценен в 8 баллов из 10.
Выпуск Batwing #9, который также затрагивает этот сюжет, был оценен в 6 баллов из 10.